# 오드리 양장점
오드리 양장점은 대한민국의 어쿠스틱 레트로 음악 그룹이다.

## 방송
- 트로트의 민족 (2020) - Top34

## 음반
- 트로트의 민족 3라운드 베스트 Part.2 (2020)
- 어쿠스틱 뮤직싸롱 (2024)